# Ka–26
A Ka–26 (NATO-kódja: Hoodlum) az 1960-as években a Szovjetunióban, a Kamov tervezőirodában (OKB–938) kifejlesztett koaxiális rotorelrendezésű, dugattyús motoros, könnyű, többcélú helikopter. Sorozatgyártása az Ulan-udei Repülőgépgyárban és a Kumertaui Repülőgépgyárban folyt 1969-től. A gyártását az 1980-as évek közepén fejezték be, addig összesen 816 darab készült belőle. Elsősorban mezőgazdasági szerepkörben alkalmazták, de használták személyszállításra és katonai célra, futár feladatokra is. A helikoptert Magyarországon napjainkban mezőgazdasági munkára (például permetezésre, műtrágyaszórásra) használják.

## Története
Nyikolaj Iljics Kamov az 1940-es évek elejétől foglalkozott helikopterek tervezésével, ezen belül is a koaxiális rotorelrendezéssel. Terveinek tényleges megvalósítására azonban csak a második világháborút követően kerülhetett sor. Ebben az időszakban tervezte és építette meg Ka–8 típusú helikopterét, mely nagy sikert aratott az 1948-as tusinói légiparádén tartott bemutató repülésével. A kísérleti célból épített Ka–8-at csak átmeneti típusnak szánták, ezért szerkezeti felépítése és kialakítása egyszerű volt, még valódi futóművel sem szerelték fel.
A Ka–26 két közvetlen elődjének a Ka–20 és Ka–25 típusú helikopter tekinthető. Ezek a repülőszerkezetek szintén koaxiális elrendezésű rotorral készültek, ez a Kamov tervezőiroda helikoptereire azóta is jellemző. A feladatkörükből és méretükből adódóan meghajtásukra ezekbe a helikopterekbe gázturbinákat építettek be.
Az 1950-es évek végén felmerült az igény egy könnyű és egyszerű, főként polgári és mezőgazdasági feladatok ellátására alkalmas helikopter kifejlesztésére, majd rendszeresítésére. A tervezéssel a Kamov tervezőintézetet bízták meg, bár ezzel egyidejűleg a Mil cég is fejlesztett hasonló feladatkörű helikoptert Mi–2-es típusjelzéssel, ami nem volt igazán jellemző az 1950-es évek szocialista tervgazdálkodására.
A Ka–26 helikopter fejlesztését az 1960-as évek elején kezdték. A prototípus első felszállására 1965. augusztus 18-án került sor. Meghajtására két darab Vegyenyejev M–14V–26 típusú léghűtéses csillagmotort építettek be, melyek teljesítménye egyenként 242 kW (325 LE).
A típussal több repülési rekordot állítottak fel a Moszkva melletti Zsukovszkij repülőbázison. 1982. március 11-én Tatjana Zujeva szovjet pilótanő 5626 méteres magasságon 5602 métert vízszintesen repült vele. Nagyezsda Jeremina 8 perc 19,3 másodperc alatt emelkedett helikopterével 3000 méteres magasságba.
A Ka–26-ból megközelítőleg 816 példányt gyártottak.

## Alkalmazása

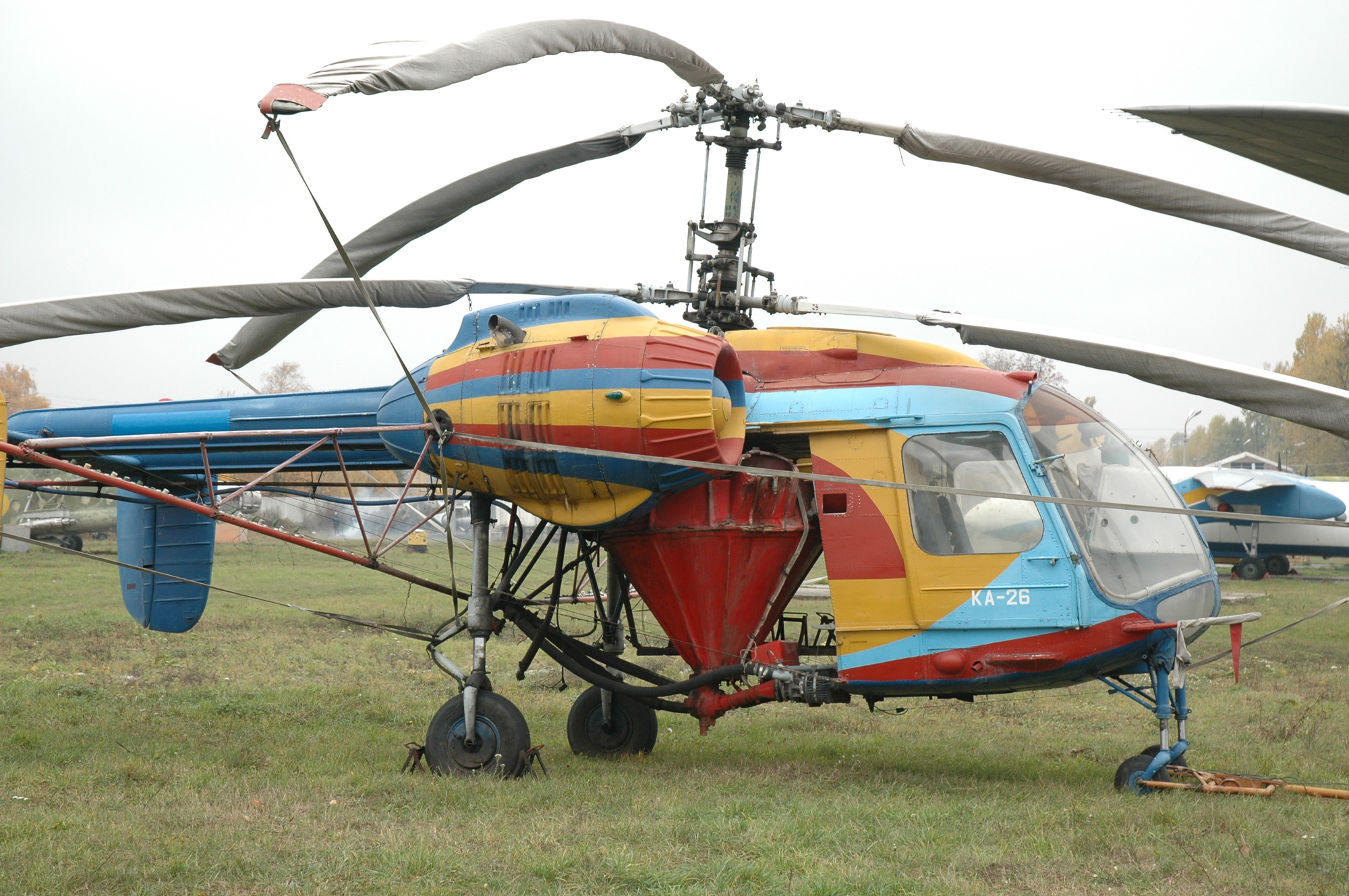
Vegyszerszóró berendezéssel ellátott Ka–26-os a Kijevi Állami Repülési Múzeumban

15 ország alkalmazta és páran közülük (köztük Magyarország is) a mai napig használja, főleg a mezőgazdaságban.
A Varsói Szerződés tagállamai közül katonai feladatkörre egyedül Magyarország rendszeresítette az 1970-es évek elején. A Magyar Néphadsereg 22 darab Ka–26-os helikoptert rendszeresített, melyeket főleg futár- és sebesültszállító feladatok ellátására alkalmaztak, bázisuk a börgöndi katonai repülőtér volt. A Szovjetunióban, az Német Demokratikus Köztársaságban és Magyarországon a belügyi szervek is használták. A magyar légirendészetnél R-401 lajstromjellel repült egy példány. A MÉM Repülőgépes Szolgálat közel 100 darabot üzemeltetett a típusból.
A Ka–26 helikopter gyártását az 1980-as évek elején befejezték. Ezért a még repülőképes példányok üzemben tartása egyre nagyobb gondot okoz az alkatrészellátás hiánya miatt. A helikopternek tervezték gázturbinás változatát is Ka–126 és Ka–226 típusjelzéssel, de sorozatgyártásuk nem kezdődött meg.

## Műszaki adatok

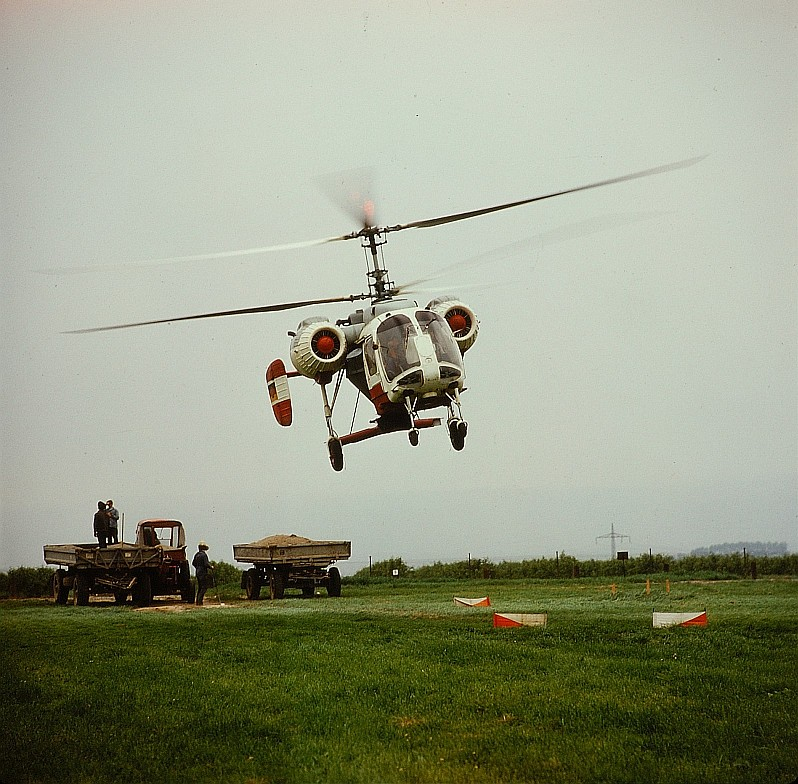
Repülés közben

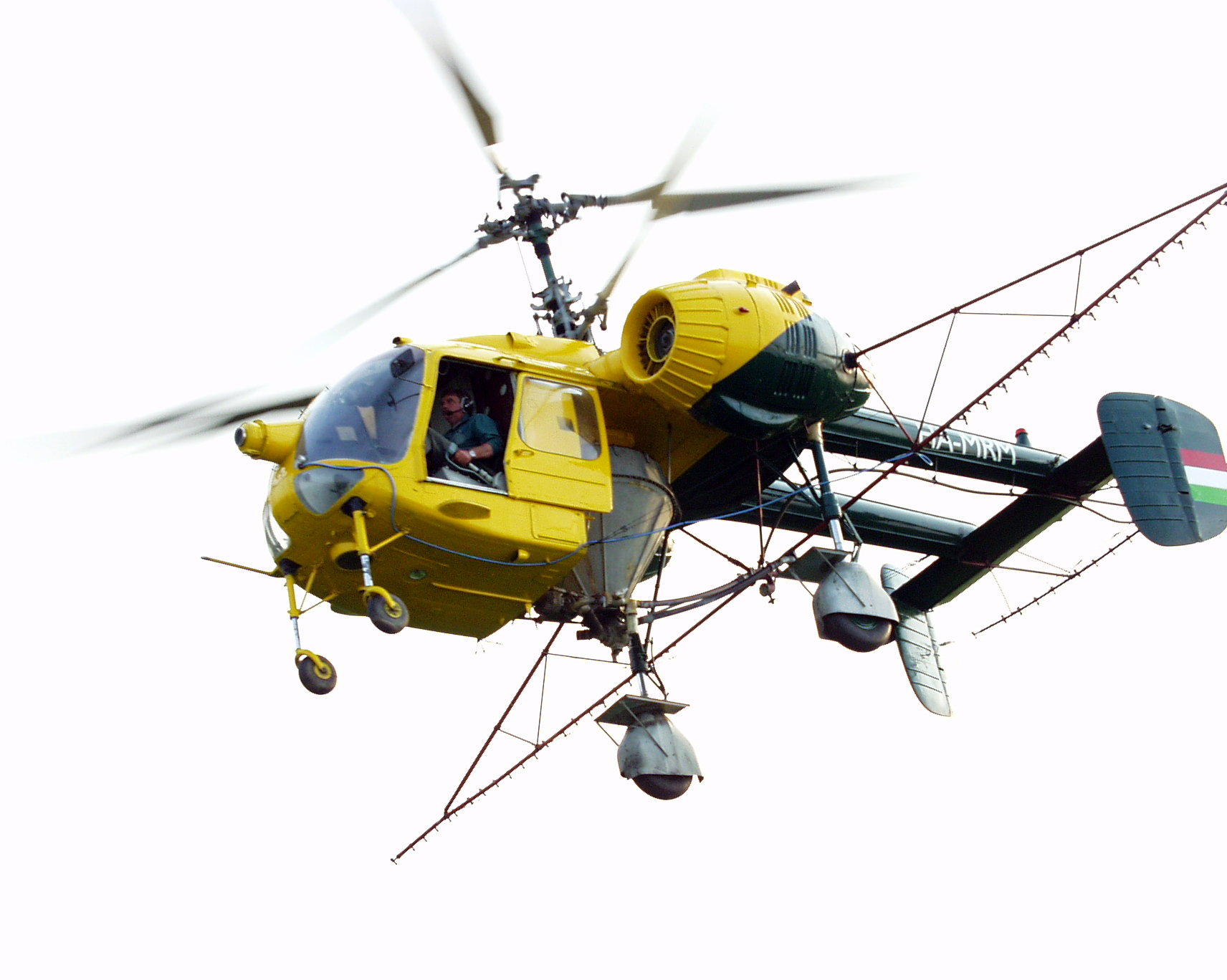
Mezőgazdasági változat Békéscsabán (2004)

### Tömeg- és méretadatok
- Hossz: 7,75 m
- Magasság: 4,05 m
- Forgószárny átmérője: 13 m
- Üres tömeg: 2200 kg
- Maximális felszálló tömeg: 3250 kg
- Vegyszertartály befogadóképessége: 800 liter (általában 600 literrel töltve)
- Szórókeret szélessége: 12,4 m
- Szórási szélessége: 25 m

### Motorok
- Motorok száma: 2 db
- Motor típusa: Vegyenyejev M–14V–26 kilenchengeres léghűtéses csillagmotor
- Motorteljesítmény: 265 kW (360 LE) motoronként
- Üzemanyag-fogyasztása: 180–220 liter/óra
- Tüzelőanyag típusa: B-100 repülőbenzin
- Kenőolaj típusa: SAE 50, SAE 60 viszkozitási fokozat (pl. Shell Aeroshell W 120)

### Repülési adatok
- Gazdaságos utazósebesség: 120–140 km/h
- Hatótávolság: 465 km
- Csúcsmagasság: 3000 m

## Balesetei
A Kamov Ka–26 típusú helikopter Magyarországon az alábbi helyeken és napokon szenvedett balesetet: 1970. május 12. (Budaörs), 1974. december 11. (Leányfalu), 1977. március 9., (Balatonfűzfő), 1978. április 21., (Bakonyszentkirály), 1978. április 25., (Sümeg), 1978. április 29., (Szécsény), 1978. július 15., (Tokaj), 1979. május 12., (Szentgál), 1979. május 16., (Ugod), 1982. július 20., (Szerencs), 1985. július 15., (Dabas), 1985. október 19., (Sárbogárd), 1991. augusztus 4., (Farkashegy), 1993. november 16., (Herceghalom), 1995. június 26., (Szombathely), 2003. június 12., (Botykapeterd), 2003. augusztus 31., (Kalocsa), 2004. június 9., (Tata), 2004. július 31., (Dunaújváros), 2004. szeptember 10., (Medgyesegyháza), 2005. július 21., (Csanádpalota), 2005. július 24. (Mikebuda), 2005. augusztus 1., (Báta), 2005. augusztus 30., (Solt), 2011. június 20. 11:55, (Nagyhajmás), 2014. július 16., (Tabajd). 2018. április 12., (Körösladány), Összesen 27 helikopter szenvedett balesetet ebből a típusból hazánkban.

## Külső hivatkozások
- A magyarországi Kamov Baráti Kör honlapja
- A Totalcar cikke a Kamov-26-ról